# Ringsberg
Ringsberg település Németországban, Schleswig-Holstein tartományban. Lakosainak száma 555 fő (2023. december 31.). Ringsberg Husby és Maasbüll községekkel határos.

## Népesség
A település népességének változása:
| Lakosok száma | 369  | 543  | 548  | 539  | 544  | 555  |
|               | 1975 | 2017 | 2019 | 2021 | 2022 | 2023 |